# ハナサケ!ニッポン!
ハナサケ!ニッポン!は、東日本大震災後の自粛ムードの中、経済的二次被害の惨状を訴え、東北のお酒を飲み東北の食材を食べて被災地の経済を応援しようと始めたプロジェクト。

## 経緯
3月29日の東京都知事・石原慎太郎の記者会見で東日本大震災に関連し、「桜が咲いたからといって、一杯飲んで歓談するような状況じゃない」と述べ、被災者に配慮して今春の花見は自粛すべきだとの考えを示した。
東北地方のいくつかの蔵元では、過剰な自粛によって売り上げ減という経済的二次被害を懸念し、共同サイト「ハナサケ！ニッポン！」の立ち上げとYouTubeに東北地方の経済的二次被害の惨状を訴える動画の投稿を行った。投稿は新聞・ニュースで取り上げられ、賛同した著名人も運動に参加した。

活動は海外メディアでも報道され、カンヌ国際広告祭PR部門銀賞、スパイクスアジア広告祭ではPR部門銅賞の評価を受けた。

## YouTubeに動画を配信した蔵元・著名人
- あさ開
- 南部美人
- 月の輪
- 榮川酒造
- 寒梅酒造
- サンドウィッチマン
- 泉谷しげる